# Hawkeye MHS
Hawkeye MHS («Хокай»; англ. Mobile Howitzer System — «мобільна гаубична система») — легка самохідна гаубиця калібром 105 мм на шасі HMMWV M1152. Розроблена спільно компаніями AM General (шасі) та Mandus Group (артилерійська частина), перші презентації відбулись 2011 року.

## Історія
Початкова ідея компанії Mandus Group полягала у створенні легкої універсальної артилерійської системи, що могла б замінити не лише старі 105-мм гаубиці, а також і 120-мм міномети й 106-мм безвідкотні гармати. Носіями системи мали стати колісні або гусеничні шасі, кораблі та літаки (наприклад, AC-130), а також передбачався причіпний варіант.
Перші презентації відбулись 2011 року, прототип 2-CT Hawkeye MHS влітку 2019 року випробовували на навчаннях Національної гвардії США. 2021 року армія США замовила два зразки для випробувань. Станом на 2024 рік система все ще перебуває на стадії прототипів, серійних замовлень не було.

## Опис
У найвідомішому варіанті 2-CT Hawkeye MHS система становить собою 105-мм гармату M20 з довжиною ствола 27 клб, змонтовану на двомісному шасі HMMWV M1152. Система важить усього 4,4 тонни і є аеромобільною, однак, мала місткість платформи не дозволяє брати на борт всю обслугу та достатній боєкомплект. Обслуга складається з чотирьох осіб, але за потреби вести вогонь можуть і двоє людей.
Гаубиця використовує стандартні напівунітарні боєприпаси такого самого типу, як у M119.
Система керування вогнем складається з оптичного телескопічного прицілу M137A2 та цифрової системи MG 9000, що містить інерційну навігаційну систему Northrop Grumman LN-270, камеру наведення прямого вогню Sekai Electronics DFS-02, GPS-антену Sensor Systems S67-1575-76, радар вимірювання початкової швидкості від Weibel Scientific і дисплейний блок навідника від Mandus.

### Характеристики
Масогабаритні показники
- Маса: 4,4 тонни
- Довжина: 5 м
- Ширина: 2,5 м
- Висота: 2,3 м

Артилерійська система
- Віддаль вогню: 11,6 км (звичайний снаряд), 15,1 (активно-реактивний снаряд)
- Швидкострільність: 8 постр./хв (перші три хвилини), 3 постр./хв (тривале ведення вогню)
- Кути горизонтального наведення: 180° (за необхідності 360°)
- Кути вертикального наведення: –5 … +72°

## Оператори
- Україна — один дослідний зразок станом на червень 2024.[1]

Україна
У червні 2024 року керівника програми створення гаубиці Майк Еванс повідомив, що дослідний зразок у квітні 2024 року було передано Силам оборони України для випробувань. На думку військового історика Андрія Харука, для вимог ЗСУ необхідно було би знехтувати вимогами аеромобільності та встановити систему на місткіше шасі для перевезення обслуги та кількох десятків боєприпасів однією машиною.